# 宋国锋
宋国锋（1950年9月13日—），男，内蒙古人，中国話劇表演艺术家，一級演員，中國共產黨党员，曾任遼寧人民藝術劇院黨委書記兼院長。他是史上第一位得到3次中國戲劇梅花獎的話劇演員。主要演出作品《父親》、《凌河影人》入选国家舞台艺术精品工程10大劇目。